# Galatasaray Istanbul/Saison 1978/79
Die Saison 1978/79 von Galatasaray Istanbul war die 71. Saison in der Vereinsgeschichte und die 21. Saison in der türkischen Liga, der 1. Lig. Der Klub beendete die Saison auf dem 2. Platz. Die Türkiye Kupası endete für die Gelb-Roten in der 5. Hauptrunde und im UEFA-Pokal schied die türkische Mannschaft in der 1. Runde aus. 

## Personalien

### Kader
| Nat.                                           | Name              | Geburtsdatum  | im Verein seit | vorheriger Verein   |
| Torhüter                                       | Torhüter          | Torhüter      | Torhüter       | Torhüter            |
| ---------------------------------------------- | ----------------- | ------------- | -------------- | ------------------- |
| Turkei                                         | Nihat Akbay       | 1. Jan. 1945  | 1968           | Beykozspor          |
| Turkei                                         | Bahattin Demircan | 10. Apr. 1956 | 1977           | n. a.               |
| Turkei                                         | Eser Özaltındere  | 13. Feb. 1954 | 1978           | Adana Demirspor     |
| Abwehr                                         |                   |               |                |                     |
| Turkei                                         | Erdoğan Arıca     | 24. Juli 1954 | 1977           | Orduspor            |
| Turkei                                         | Müfit Erkasap     | 11. Juni 1957 | 1974           | eigene Jugend       |
| Jugoslawien Sozialistische Föderative Republik | Jusuf Hatunić     | 17. Okt. 1950 | 1978           | FK Partizan Belgrad |
| Turkei                                         | Rıdvan Kılıç      | 22. Nov. 1955 | 1976           | n. a.               |
| Turkei                                         | Cüneyt Tanman     | 16. Jan. 1956 | 1976           | Giresunspor         |
| Turkei                                         | Güngör Tekin      | 4. Jan. 1953  | 1975           | PTT                 |
| Turkei                                         | Fatih Terim       | 4. Sep. 1953  | 1974           | Adana Demirspor     |
| Turkei                                         | Ali Yavaş         | 1. Jan. 1950  | 1974           | Altay Izmir         |
| Mittelfeld                                     |                   |               |                |                     |
| Turkei                                         | Gürcan Aday       | 15. Aug. 1958 | 1977           | Adana Demirspor     |
| Turkei                                         | Turgay İnal       | 1. Jan. 1958  | 1977           | Dardanelspor        |
| Jugoslawien Sozialistische Föderative Republik | Ešref Jašarević   | 1. Jan. 1952  | 1978           | FK Sloboda Tuzla    |
| Turkei                                         | Hasan Moralı      | 1. Jan. 1957  | 1978           | eigene Jugend       |
| Turkei                                         | Mehmet Oğuz       | 3. Mai 1949   | 1967           | Kadırga SK          |
| Turkei                                         | Metin Yıldız      | 24. Nov. 1960 | 1978           | eigene Jugend       |
| Angriff                                        |                   |               |                |                     |
| Turkei                                         | Mustafa Dil       | 17. Apr. 1960 | 1978           | Anadolu SK          |
| Turkei                                         | Zafer Dinçer      | 1. Jan. 1956  | 1978           | Orduspor            |
| Turkei                                         | Tacettin Ergürsel | 4. Sep. 1950  | 1977           | Bursaspor           |
| Jugoslawien Sozialistische Föderative Republik | Rešad Kunovac     | 24. Aug. 1953 | 1978           | FK Partizan Belgrad |
| Turkei                                         | Öner Kılıç        | 15. Mai 1954  | 1976           | n. a.               |
| Jugoslawien Sozialistische Föderative Republik | Laslo Lerinc      | n. a.         | 1978           | n. a.               |
| Turkei                                         | Gökmen Özdenak    | 22. Juni 1947 | 1967           | Istanbulspor        |

#### Transfers
| Zugänge | Abgänge |
| --- | --- |
| - Mustafa Dil (Anadolu SK) - Zafer Dinçer (Orduspor) - Jusuf Hatunić (FK Roter Stern Belgrad) - Ešref Jašarević (FK Sloboda Tuzla) - Rešad Kunovac (FK Partizan Belgrad) - Laslo Lerinc (n. a.) - Eser Özaltındere (Adana Demirspor) - Vlada Pejović (FK Roter Stern Belgrad) - Tuncay Temeller (Diyarbakırspor) - Metin Yıldız (eigene Jugend) | - Ahmet (Unbekannt) - Engin Çınar (Diyarbakırspor) - Murat Kandil (Gaziantepspor) - Ergun Ortakçı (Unbekannt) - Mehmet Özgül (Boluspor) - Vlada Pejović (FK Galenika Zemun) - Tuncay Temeller (Rizespor) - Şükrü Tetik (Samsunspor) - Bülent Ünder (Karriere beendet) |

## Spielkleidung
| Heim | Auswärts | Ausweich |

- Ausrüster: Umbro
- Trikotsponsor: –

## Saison
Alle Ergebnisse aus Sicht von Galatasaray Istanbul.
Die Tabelle listet alle 1.-Lig-Spiele des Vereins der Saison 1978/79 auf. Siege sind grün, Unentschieden gelb und Niederlagen rot markiert.

### 1. Lig
| ST | Datum              | Gegner              | Ort                               | Ergebnis  | Tor(e) für Galatasaray Istanbul                                                                             | Karte(n) für Galatasaray Istanbul                     |
| -- | ------------------ | ------------------- | --------------------------------- | --------- | --- | ----------------------------------------------------- |
| 01 | 27. August 1978    | Diyarbakırspor      | İnönü Stadı, Istanbul             | 3:0 (2:0) | 1:0 İnal (8.), 2:0 Ö. Kılıç (42.), 3:0 Özdenak (77.)                                                        | Tanman (59.), Özdenak (72.)                           |
| 02 | 3. September 1978  | Altay Izmir         | Atatürk Stadı, Izmir              | 0:0       | keine | İnal (60.)                                            |
| 03 | 10. September 1978 | Zonguldakspor       | İnönü Stadı, Istanbul             | 1:0 (0:0) | 1:0 Özdenak (47.)                                                                                           | İnal (19.)                                            |
| 04 | 17. September 1978 | Orduspor            | 19 Eylül Stadı, Ordu              | 0:0       | keine | Oğuz (51.), Tekin (71.)                               |
| 05 | 30. September 1978 | Boluspor            | Inönü Stadı, Istanbul             | 1:0 (0:0) | 1:0 Tanman (66.)                                                                                            | Jašarević (40.)                                       |
| 06 | 8. Oktober 1978    | Adana Demirspor     | Şehir Stadı, Adana                | 0:1 (0:0) | keine | keine                                                 |
| 07 | 15. Oktober 1978   | Eskişehirspor       | Atatürk Stadı, Eskişehir          | 0:0       | keine | keine                                                 |
| 08 | 22. Oktober 1978   | Fenerbahçe Istanbul | Inönü Stadı, Istanbul             | 1:1 (1:0) | 1:0 Altın (36. Eigentor)                                                                                    | Erkasap (57.), Terim (69.), Tekin (83.)               |
| 09 | 4. November 1978   | Adanaspor           | Inönü Stadı, Istanbul             | 1:2 (0:0) | 1:0 Tanman (60.)                                                                                            | Oğuz (79.)                                            |
| 10 | 12. November 1978  | Trabzonspor         | Şehir Stadı, Trabzon              | 0:0       | keine | Tekin (77.)                                           |
| 11 | 19. November 1978  | Beşiktaş Istanbul   | Inönü Stadı, Istanbul             | 1:0 (0:0) | 1:0 Ö. Kılıç (47.)                                                                                          | Özdenak (78.)                                         |
| 12 | 3. Dezember 1978   | Samsunspor          | 19 Mayıs Stadı, Samsun            | 1:0 (1:0) | 1:0 Tanman (26.)                                                                                            | Tekin (29.)                                           |
| 13 | 9. Dezember 1978   | Göztepe Izmir       | Inönü Stadı, Istanbul             | 6:1 (3:1) | 1:0 Tekin (1.), 2:1 Ö. Kılıç (24.), 3:1 Tanman (26.), 4:1 Dinçer (74.), 5:1 Jašarević (81.), 6:1 İnal (88.) | keine                                                 |
| 14 | 17. Dezember 1978  | MKE Kırıkkalespor   | Fikret Karabudak Stadı, Kırıkkale | 0:0       | keine | Özdenak (64.)                                         |
| 15 | 24. Dezember 1978  | Bursaspor           | Atatürk Stadı, Bursa              | 0:1 (0:1) | keine | keine                                                 |
| 16 | 11. Februar 1979   | Diyarbakırspor      | Şehir Stadı, Diyarbakır           | 0:1 (0:0) | keine | keine                                                 |
| 17 | 17. Februar 1979   | Altay Izmir         | Inönü Stadı, Istanbul             | 2:0 (2:0) | 1:0 Ö. Kılıç (8.), 2:0 Jašarević (38.)                                                                      | Jašarević (80.)                                       |
| 18 | 25. Februar 1979   | Zonguldakspor       | Şehir Stadı, Zonguldak            | 0:2 (0:1) | keine | Ö. Kılıç (49.), Özdenak (69.), Tekin (77.)            |
| 19 | 4. März 1979       | Orduspor            | İnönü Stadı, Istanbul             | 4:0 (0:0) | 1:0 Dinçer (48.) 2:0 Tekin (55.) 3:0 Özdenak (73.) 4:0 Özdenak (74.)                                        | keine                                                 |
| 20 | 11. März 1979      | Boluspor            | Şehir Stadı, Bolu                 | 1:1 (0:1) | 1:1 Jašarević (44.)                                                                                         | Dinçer (36.), Tekin (50.), Erkasap (69.), Terim (87.) |
| 21 | 25. März 1979      | Adana Demirspor     | Inönü Stadı, Istanbul             | 2:1 (0:0) | 1:1 Özdenak (50.), 2:1 Jašarević (61.)                                                                      | keine                                                 |
| 22 | 8. April 1979      | Eskişehirspor       | Inönü Stadı, Istanbul             | 3:0 (2:0) | 1:0 Dinçer (30.), 2:0 Jašarević (39.), 3:0 Jašarević (66.)                                                  | keine                                                 |
| 23 | 15. April 1979     | Fenerbahçe Istanbul | Inönü Stadı, Istanbul             | 0:2 (0:0) | keine | Terim (36.), Özdenak (61.)                            |
| 24 | 22. April 1979     | Bursaspor           | Inönü Stadı, Istanbul             | 5:1 (5:0) | 1:0 Jašarević (7.), 2:0 Jašarević (9.), 3:0 Jašarević (14.), 4:0 Ö. Kılıç (28.), 5:0 Özdenak (42.)          | Tekin (72.)                                           |
| 25 | 29. April 1979     | Adanaspor           | Şehir Stadı, Adana                | 2:1 (1:1) | 1:1 Terim (37. Elfmeter) 2:1 Özdenak (75.)                                                                  | Arıca (57.), R. Kılıç (71.)                           |
| 26 | 5. Mai 1979        | Trabzonspor         | Inönü Stadı, Istanbul             | 1:0 (0:0) | 1:0 Aday (65.)                                                                                              | keine                                                 |
| 27 | 13. Mai 1979       | Beşiktaş Istanbul   | Inönü Stadı, Istanbul             | 3:1 (2:1) | 1:0 Özdenak (13.), 2:1 Tekin (44.), 3:1 Tanman (89.)                                                        | Tekin (67.)                                           |
| 28 | 20. Mai 1979       | Samsunspor          | Inönü Stadı, Istanbul             | 5:0 (2:0) | 1:0 Ö. Kılıç (30.), 2:0 Özdenak (38.), 3:0 Tekin (51.), 4:0 İnal (79.), 5:0 İnal (83.)                      | Arıca (66.)                                           |
| 29 | 27. Mai 1979       | Göztepe Izmir       | Atatürk Stadı, Izmir              | 1:0 (1:0) | 1:0 Oğuz (45.)                                                                                              | Tekin (44.)                                           |
| 30 | 3. Juni 1979       | MKE Kırıkkalespor   | Inönü Stadı, Istanbul             | 3:1 (1:1) | 1:0 Dinçer (6.), 2:1 Terim (56. Elfmeter), 3:1 Ö. Kılıç (66.)                                               | keine                                                 |

### Türkiye Kupası
| Runde        | Datum            | Gegner            | Ort                               | Ergebnis  | Tor(e) für Galatasaray Istanbul           | Karte(n) für Galatasaray Istanbul |
| ------------ | ---------------- | ----------------- | --------------------------------- | --------- | ----------------------------------------- | --------------------------------- |
| 5R-Hinspiel  | 25. Oktober 1978 | MKE Kırıkkalespor | Inönü Stadı, Istanbul             | 2:1 (1:0) | 1:0 Terim (23. Elfmeter), 2:1 Terim (86.) | keine                             |
| 5R-Rückspiel | 8. November 1978 | MKE Kırıkkalespor | Fikret Karabudak Stadı, Kırıkkale | 0:1 (0:1) | keine                                     | Arıca (69.), Terim (45.)          |

### UEFA-Pokal
| Runde        | Datum              | Gegner               | Ort                          | Ergebnis  | Tor(e) für Galatasaray Istanbul | Karte(n) für Galatasaray Istanbul |
| ------------ | ------------------ | -------------------- | ---------------------------- | --------- | ------------------------------- | --------------------------------- |
| 1R-Hinspiel  | 13. September 1978 | West Bromwich Albion | Alsancak Stadı, Izmir        | 1:3 (0:1) | 1:3 Terim (88. Elfmeter)        | keine                             |
| 1R-Rückspiel | 27. September 1978 | West Bromwich Albion | The Hawthorns, West Bromwich | 1:3 (1:2) | 1:2 İnal (44.)                  | Tekin (25.)                       |

### Başbakanlık Kupası
| Galatasaray Istanbul                                  | Galatasaray Istanbul | Altay Izmir | Altay Izmir |
| ----------------------------------------------------- | --- | --- | ----------- |
| Galatasaray Istanbul                                  | \| 10. Juni 1979 um 18:00 Uhr in Ankara (19 Mayıs Stadı) \| \| Ergebnis: 1:0 (1:0) \| \| Schiedsrichter: Nihat Özbirgül \| \| Spielbericht \|                                                                   | \| 10. Juni 1979 um 18:00 Uhr in Ankara (19 Mayıs Stadı) \| \| Ergebnis: 1:0 (1:0) \| \| Schiedsrichter: Nihat Özbirgül \| \| Spielbericht \|                                                                                       | Altay Izmir |
| Galatasaray Istanbul                                  | Eser Özaltındere – Fatih Terim, Cüneyt Tanman, Müfit Erkasap, Güngör Tekin – Erdoğan Arıca, Ešref Jašarević (78. Zafer Dinçer), Gürcan Aday, Mehmet Oğuz – Öner Kılıç, Gökmen Özdenak Cheftrainer: Coşkun Özarı | Alptuğ Urgancı – Bilal Yaşar, Şeref İncirmen, Sabahattin Erbuğa, Zafer Bilgetay – Mustafa Turgat, Nevruz Şerif, Mehmet Akif Başaran, Mustafa Kaplakaslan – Murat Erbaşlar, Bora Öztürk (66. Alper Timur) Cheftrainer: Candan Tarhan | Altay Izmir |
| Galatasaray Istanbul                                  | 1:0 Fatih Terim (25., Elfmeter) | | Altay Izmir |
| Galatasaray Istanbul                                  | Mustafa Turgat (27.) | | Altay Izmir |
| 10. Juni 1979 um 18:00 Uhr in Ankara (19 Mayıs Stadı) | | |             |
| Ergebnis: 1:0 (1:0)                                   | | |             |
| Schiedsrichter: Nihat Özbirgül                        | | |             |
| Spielbericht                                          | | |             |

### TSYD Kupası
| Datum           | Gegner              | Ort                   | Ergebnis  | Tor(e) für Galatasaray Istanbul | Karte(n) für Galatasaray Istanbul |
| --------------- | ------------------- | --------------------- | --------- | ------------------------------- | --------------------------------- |
| 9. August 1978  | Fenerbahçe Istanbul | Inönü Stadı, Istanbul | 0:1 (0:0) | keine                           | Oğuz (15.), Terim (55.)           |
| 11. August 1978 | Beşiktaş Istanbul   | Inönü Stadı, Istanbul | 1:0 (1:0) | 1:0 Tekin (43.)                 | Arıca (62.)                       |

## Statistiken

### Teamstatistik
| Wettbewerb     | Punkte | daheim | daheim | daheim | daheim | daheim | auswärts | auswärts | auswärts | auswärts | auswärts | Gesamt | Gesamt | Gesamt | Gesamt | Gesamt | Tordifferenz |
| Wettbewerb     | Punkte | Sp     | G      | U      | N      | TV     | Sp       | G        | U        | N        | TV       | Sp     | G      | U      | N      | TV     | Tordifferenz |
| -------------- | ------ | ------ | ------ | ------ | ------ | ------ | -------- | -------- | -------- | -------- | -------- | ------ | ------ | ------ | ------ | ------ | ------------ |
| 1. Lig         | 41:19  | 15     | 13     | 1      | 1      | 41:8   | 15       | 4        | 6        | 5        | 6:9      | 30     | 17     | 7      | 6      | 47:17  | +30          |
| Türkiye Kupası | –      | 1      | 1      | 0      | 0      | 2:1    | 1        | 0        | 0        | 1        | 0:1      | 2      | 1      | 0      | 1      | 2:2    | ±0           |
| UEFA-Pokal     | –      | 1      | 0      | 0      | 1      | 1:3    | 1        | 0        | 0        | 1        | 1:3      | 2      | 0      | 0      | 2      | 2:6    | −4           |
| Gesamt         | 41:19  | 17     | 14     | 1      | 2      | 44:12  | 17       | 4        | 6        | 7        | 7:13     | 34     | 18     | 7      | 9      | 51:25  | +26          |

### Saisonverlauf
| Spieltag | 1 | 2 | 3 | 4 | 5 | 6 | 7 | 8 | 9 | 10 | 11 | 12 | 13 | 14 | 15 | 16 | 17 | 18 | 19 | 20 | 21 | 22 | 23 | 24 | 25 | 26 | 27 | 28 | 29 | 30 |
| -------- | - | - | - | - | - | - | - | - | - | -- | -- | -- | -- | -- | -- | -- | -- | -- | -- | -- | -- | -- | -- | -- | -- | -- | -- | -- | -- | -- |
| Spielort | H | A | H | A | H | A | A | H | A | H  | A  | A  | A  | H  | A  | A  | H  | A  | H  | A  | H  | H  | A  | A  | A  | H  | H  | H  | A  | H  |
| Resultat | S | U | S | U | S | N | U | U | N | N  | U  | S  | S  | S  | U  | N  | S  | N  | S  | U  | S  | S  | N  | S  | S  | S  | S  | S  | S  | S  |
| Platz    | 2 | 3 | 2 | 2 | 2 | 5 | 5 | 4 | 6 | 10 | 8  | 7  | 4  | 3  | 3  | 4  | 3  | 3  | 3  | 3  | 3  | 3  | 3  | 3  | 3  | 3  | 3  | 3  | 2  | 2  |

Quelle: https://www.weltfussball.de/spielplan/tur-sueperlig-1978-1979
Legende: Spielort: H = Heim; A = Auswärts. Resultat: S = Sieg; U = Unentschieden; N = Niederlage

### Spielerstatistiken
| Spieler           | 1. Lig   | 1. Lig | 1. Lig      | 1. Lig     | nationale Wettbewerbe | nationale Wettbewerbe | nationale Wettbewerbe | nationale Wettbewerbe | UEFA-Pokal | UEFA-Pokal | UEFA-Pokal  | UEFA-Pokal | Total    | Total | Total       | Total      |
| Spieler           | Einsätze | Tore   | Gelbe Karte | Rote Karte | Einsätze              | Tore                  | Gelbe Karte           | Rote Karte            | Einsätze   | Tore       | Gelbe Karte | Rote Karte | Einsätze | Tore  | Gelbe Karte | Rote Karte |
| ----------------- | -------- | ------ | ----------- | ---------- | --------------------- | --------------------- | --------------------- | --------------------- | ---------- | ---------- | ----------- | ---------- | -------- | ----- | ----------- | ---------- |
| Gürcan Aday       | 1        | 0      | 0           | 0          | 1                     | 0                     | 0                     | 0                     | 2          | 0          | 0           | 0          | 4        | 0     | 0           | 0          |
| Nihat Akbay       | 0        | 0      | 0           | 0          | 0                     | 0                     | 0                     | 0                     | 0          | 0          | 0           | 0          | 0        | 0     | 0           | 0          |
| Erdoğan Arıca     | 29       | 0      | 2           | 0          | 5                     | 0                     | 2                     | 0                     | 2          | 0          | 0           | 0          | 36       | 0     | 4           | 0          |
| Bahattin Demircan | 2        | 0      | 0           | 0          | 0                     | 0                     | 0                     | 0                     | 1          | 0          | 0           | 0          | 3        | 0     | 0           | 0          |
| Mustafa Dil       | 1        | 0      | 0           | 0          | 0                     | 0                     | 0                     | 0                     | 0          | 0          | 0           | 0          | 1        | 0     | 0           | 0          |
| Zafer Dinçer      | 19       | 4      | 1           | 0          | 3                     | 0                     | 0                     | 0                     | 0          | 0          | 0           | 0          | 22       | 4     | 1           | 0          |
| Tacettin Ergürsel | 2        | 0      | 0           | 0          | 1                     | 0                     | 0                     | 0                     | 2          | 0          | 0           | 0          | 5        | 0     | 0           | 0          |
| Müfit Erkasap     | 27       | 0      | 2           | 0          | 2                     | 0                     | 0                     | 0                     | 2          | 0          | 0           | 0          | 31       | 0     | 2           | 0          |
| Jusuf Hatunić     | 4        | 0      | 0           | 0          | 2                     | 0                     | 0                     | 0                     | 0          | 0          | 0           | 0          | 6        | 0     | 0           | 0          |
| Turgay İnal       | 18       | 4      | 2           | 0          | 3                     | 0                     | 0                     | 0                     | 1          | 1          | 0           | 0          | 22       | 5     | 2           | 0          |
| Ešref Jašarević   | 24       | 9      | 2           | 0          | 3                     | 0                     | 0                     | 0                     | 0          | 0          | 0           | 0          | 27       | 9     | 2           | 0          |
| Murat Kandil      | 0        | 0      | 0           | 0          | 1                     | 0                     | 0                     | 0                     | 1          | 0          | 0           | 0          | 2        | 0     | 0           | 0          |
| Öner Kılıç        | 30       | 7      | 1           | 0          | 4                     | 0                     | 0                     | 0                     | 2          | 0          | 0           | 0          | 36       | 7     | 1           | 0          |
| Rıdvan Kılıç      | 16       | 0      | 1           | 0          | 2                     | 0                     | 0                     | 0                     | 1          | 0          | 0           | 0          | 19       | 0     | 1           | 0          |
| Rešad Kunovac     | 0        | 0      | 0           | 0          | 2                     | 0                     | 0                     | 0                     | 0          | 0          | 0           | 0          | 2        | 0     | 0           | 0          |
| Laslo Lerinc      | 0        | 0      | 0           | 0          | 1                     | 0                     | 0                     | 0                     | 0          | 0          | 0           | 0          | 1        | 0     | 0           | 0          |
| Hasan Moralı      | 2        | 0      | 0           | 0          | 0                     | 0                     | 0                     | 0                     | 0          | 0          | 0           | 0          | 2        | 0     | 0           | 0          |
| Mehmet Oğuz       | 29       | 1      | 2           | 0          | 5                     | 0                     | 1                     | 0                     | 1          | 0          | 0           | 0          | 35       | 1     | 3           | 0          |
| Eser Özaltındere  | 28       | 0      | 0           | 0          | 5                     | 0                     | 0                     | 0                     | 1          | 0          | 0           | 0          | 34       | 0     | 0           | 0          |
| Gökmen Özdenak    | 30       | 9      | 5           | 0          | 3                     | 0                     | 0                     | 0                     | 1          | 0          | 0           | 0          | 34       | 9     | 5           | 0          |
| Cüneyt Tanman     | 26       | 5      | 1           | 0          | 4                     | 0                     | 0                     | 0                     | 2          | 0          | 0           | 0          | 32       | 5     | 1           | 0          |
| Güngör Tekin      | 28       | 4      | 7           | 2          | 4                     | 1                     | 0                     | 0                     | 2          | 0          | 0           | 0          | 34       | 5     | 7           | 2          |
| Fatih Terim       | 27       | 2      | 3           | 0          | 5                     | 3                     | 1                     | 1                     | 2          | 1          | 0           | 0          | 34       | 6     | 4           | 1          |
| Tuncay Temeller   | 1        | 0      | 0           | 0          | 1                     | 0                     | 0                     | 0                     | 2          | 0          | 0           | 0          | 4        | 0     | 0           | 0          |
| Ali Yavaş         | 2        | 0      | 0           | 0          | 2                     | 0                     | 0                     | 0                     | 1          | 0          | 0           | 0          | 5        | 0     | 0           | 0          |
| Metin Yıldız      | 2        | 0      | 0           | 0          | 1                     | 0                     | 0                     | 0                     | 0          | 0          | 0           | 0          | 3        | 0     | 0           | 0          |